# Inuit Tapiriit Kanatami
Inuit Tapiriit Kanatami (Инуит Тапириит Канатами) — организация инуитов Канады, созданная на базе Ассоциации индейцев и эскимосов (англ. Indian and Eskimo Association) в 1971 году. Ранее носила название Inuit Tapirisat of Canada, или «Инуитское братство» (англ. Inuit Brotherhood).
Организацию представляет около 55 000 инуитов, проживающих в 53 населённых пунктах (называемых Инуит Нунангат) на территории четырёх регионов Канады:
- Нунавут (территория — субъект федерации) — 33 697 чел. (01.07.2012);
- Инувиалуит (Северо-западные территории) — 5 600 чел. (2006 г.);
- Нунавик (северный Квебек) — 11 627 чел. (2006 г.);
- Нунатсиавут (северный Лабрадор, Ньюфаундленд и Лабрадор) — 2 160 чел. (2006 г.).

## История
Организация была основана в 1971 году Тагаком Кёрли, который стал её первым руководителем.

## Управление
Совет директоров организации состоит из восьми членов. Четыре главы региональных организаций (Inuvialuit Regional Corporation, Nunavut Tunngavik Incorporated, Makivik Corporation, Nunatsiavut Government), руководитель Национального молодёжного совета инуитов (англ. National Inuit Youth Council), руководитель Канадской женской инуитской организации (англ. Pauktuutit Inuit Women of Canada), руководитель Полярного совета инуитов Канады (англ. Inuit Circumpolar Council), который также является вице-президентом организации, и руководитель Inuit Tapiriit Kanatami. Руководитель выбирается сроком на три года делегатами ежегодной генеральной ассамблеи организации.